# هرورکور
هرورکور (به انگلیسی: Horrorcore) یا هرورکور هیپ هاپ یا هرورکور رپ که هیپ هاپ مرگ یا رپ مرگ نیز نامیده می‌شود، یک زیر ژانر موسیقی هیپ هاپ است که براساس محتوای غنایی و تصویری با مضمون ترسناک و اغلب به‌شدت تهاجمی ساخته شده‌است. ریشهٔ آن از برخی از هنرمندان سبک هیپ هاپ و گنگستا رپ مانند گتو بویز که شروع به ترکیب موضوعات وحشتناک ماوراءالطبیعه، غیبی یا روانشناختی در شعرهای خود کردند، گرفته شد. برخلاف اکثر هنرمندان سبک رپ هیپ هاپ و گنگستا رپ، هنرمندان هرورکور اغلب محتوای خشن و تصاویر موجود در اشعار خود را فراتر از قلمرو خشونت واقع‌بینانهٔ شهری می‌کشانند، تا جایی که متن ترانه‌ها خشونت‌آمیز، فیلم‌های وحشتناک، مبهم، ناراحت‌کننده یا مضطرب می‌شوند؛ یا پراکنده فیلم‌مانند در حالی که خشونت اغراق‌آمیز و ماوراءالطبیعه در هرورکور رایج است، اما این ژانر اغلب تصاویر واقعی‌تر و در عین حال ناراحت‌کننده‌ای از بیماری روانی و ترسناک مصرف مواد مخدر را ارائه می‌دهد. برخی از هنرمندان هرورکور از مضامین غیرطبیعی یا خشونت اغراق‌آمیز به نفع تصاویر و شعرهای ترسناک روانشناختی ظریف و تاریک دوری می‌کنند.
این ژانر جنجال برانگیخته است، زیرا برخی از مجریان قانون ادعا می‌کنند که این ژانر جنایت و خوشنت را ترویج می‌کند. همچنین طرفداران و هنرمندان به دلیل موارد برجسته متعدد از فعالیت‌های جنایی و قتل‌عام، از جمله کلمباین، مقصر شناخته شده‌اند. قتل‌عام دبیرستان، قتل‌عام دبیرستان رد لیک، قتل‌های فارمویل، قتل افسران اجرای قانون و فعالیت باند در سراسر ایالات متحده ازجمله این اتهام‌ها هستند.

## مشخصات
هرورکور سبکی از موسیقی هیپ هاپ است که عمدتاً بر روی موضوعات تاریک، خشن، گوتیک، تجاوزکارانه، ماکرو یا تحت تأثیر وحشت متمرکز است؛  که می‌تواند شامل مرگ، روان پریشی، وحشت روانشناختی، بیماری روانی، شیطان‌پرستی، خودزنی و آدم‌خواری کردن باشد. نکروفیلیا، خودکشی، قتل، شکنجه، تجاوز، سوء مصرف مواد مخدر و موضوعات و این چنین موضوعات غالباً ماوراءالطبیعه یا غیبی بیشتر در این سبک مورد توجه هستند. این اشعار غالباً از فیلم‌های ترسناک الهام گرفته شده و با ضرب‌های کج‌خلق‌وخو و سخت اجرا می‌شوند. به گفته مارس: «اگر استیون کینگ یا وس کریوان را بردارید و آنها را به ضرب آهنگ رپ بیندازید، این همان من است.» هرورکور توسط انترتینمنت ویکلی در سال ۱۹۹۵ به عنوان «ترکیبی از رپ هاردکور و فلز خونخوار» توصیف شد. محتوای غنایی هرورکور گاهی اوقات شبیه به دث متال توصیف می‌شود و برخی از این ژانر را رپ رپ نامیده‌اند. هنرمندان هرورکور اغلب در موسیقی فیلم‌های خود تصاویر تاریک را نشان می‌دهند و عناصر موسیقی آهنگ‌ها را بر اساس امتیاز فیلم‌های ترسناک پایه‌گذاری می‌کنند.

## تاریخچه

### ریشه‌ها
گفته شده‌است که تک آهنگ "Adventures of Super Rhyme" ساخته جیمی اسپایسر در سال ۱۹۸۰، به دلیل بخشی از آهنگ که در آن اسپایسر تجربه خود از ملاقات با دراکولا را بازگو می‌کند، شاید اولین نمونه از چیزی شبیه هرورکور بود. به دنبال آن گروه‌هایی مانند دکتر جکیل و آقای هاید و ترانه‌هایی مانند "کابوس"های دانا دان که آهنگ‌های ترسناک و خیالی بیشتری داشتند چرخید. از سال ۱۹۸۳، گنگستا ان.آی. پی شعرهایی با مضمون ترسناک اجرا کرده‌است که وی آنها را "روان رپ" توصیف کرده‌است، اما معمولاً تا زمانی که این اصطلاح به شهرت اصلی نرسد، ترسناک تلقی نمی‌شود. گنگستا ان.آی. پی برای گروه‌های دیگر شعر نوشته‌است، از جمله گتو بویز که همچنین در صدای ترسناک اولیه تأثیر دارد.
در سال ۱۹۸۸، دی جی جزی جف و شاهزاده تازه‌وارد "کابوسی در خیابان من" را که در آن برخورد با فردی کروگر را توصیف می‌کرد ، منتشر کردند [۱۰] و پسران چاق "آیا برای فردی آماده ای" با مضمون مشابه برای فیلم A ضبط کردند Nightmare on Elm Street 4: The Dream Master و موسیقی متن آن. ۱۹۸۷ همچنین سالی است که شعر مجنون (در آن زمان وی را مجتی می‌نامید) "مسلح و خطرناک" را منتشر کرد و سپس اولین بار به عنوان شعر مجنون با "دوازده سکته تا نیمه شب"، یکی از اولین نمونه‌های موسیقی به‌طور خاص ساخته شده ترسناک.
در حالی که بعداً کول کیت ادعا کرد که هرورکور را ابداع کرده‌است، اولین کاربرد این اصطلاح در آلبوم سه مرد با قدرت ده نفر در سال ۱۹۹۱ در گروه KMC ظاهر شد. با این وجود، کول کیت با محتوای غنایی خود از گروه Ultramagnetic MC و البته انتشار ۱۹۹۶ آلبوم ترسناک و علمی-تخیلی، پوچ گرایانه، سه‌گانه و آزمایشی دکتر Octagonecologyst، توجه قابل توجهی به هیپ هاپ متأثر از ترس داشت.

### ظهور در ژانر هیپ هاپ

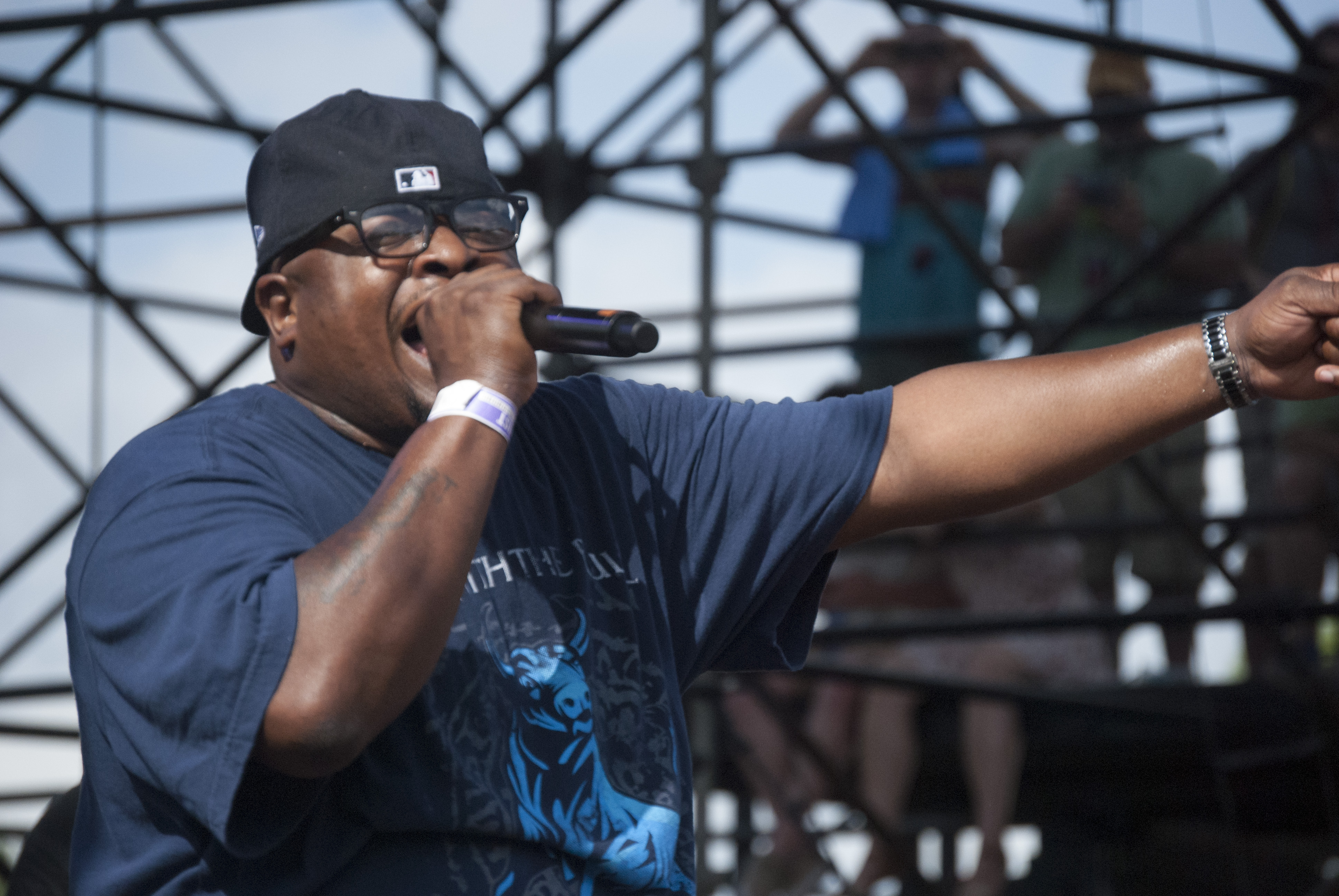
اسکار فیس، از گروه گتو بویز، که شعرهای خشونت‌آمیز و با مضمون ترسناک آنها به عنوان اولین نمونه ثبت شده از هرورکور انتخاب شده‌است.

اولین آلبوم گتو بویز، میکینگ ترابل، حاوی آهنگ تاریک و خشن تحت تأثیر ترس و وحشت به نام اساسین بود؛ که توسط جوزف بروس (وویلنت جی از گروه ترسناک اینسین کلون پاس) در کتاب خود پشت سر رنگ، عنوان شده‌است آهنگ ترسناک ضبط شده. او گفت که گتو بویز با انتشار دومین نسخه خود، گرفتن، به پیشگامی سبک ادامه داد! در آن سطح دیگر، با ترانه‌هایی مانند "Mind of a Lunatic" و "Trigga-Happy Nigga." از پارانویا، افسردگی و وحشت روانشناختی، به ویژه در قطعه "Chuckie" و "Trick Playing Tricks on Me". در حالی که رپرها در صحنه‌های زیرزمینی به انتشار موسیقی ترسناک از جمله بیگ ال اینسین، ادامه دادند، در اواسط دهه ۹۰ میلادی، یک تلاقی متداول در این سبک به ارمغان آورد.
در سال ۱۹۹۴، با توجه به Icons of Hip Hop، هرورکور با انتشار Flatlinerz 'USA (تحت قدرت شیطان) و Gravediggaz' 6 Feep Deep (منتشر شده در خارج از کشور با عنوان Niggamortis) در ۱۹۹۴ معروف شد. در سال ۱۹۹۵، یک فیلم ترسناک مستقل به نام ترس منتشر شد که شامل موسیقی متن کاملاً متشکل از آهنگ‌های ترسناک بود، از جمله بزرگترین ضربه رادیویی Insane Clown Posse، "مرد بدن مرد". سال ۱۹۹۵ همچنین اولین آلبوم Three 6 Mafia با نام "Mystic Stylez" منتشر شد که در آن به مصرف سنگین مواد مخدر، رابطه جنسی تشریفاتی، قتل‌عام، شکنجه و لوسیفریانیسم اشاره شده بود. Bone Thugs-N-Harmony "E. 1999 Eternal" LP، داستانهای غیبی را در سراسر کشور گسترش داد، به ویژه در مورد آهنگهایی مانند "Mr. Ouija 2"، "Mo 'Murda" , "East ۱۹۹۹" و "Da Introduction". به زودی تنش بین Bone Thugs و Three 6 بر سر شباهت‌های فرضی آنها در سبک و استفاده از تصاویر تاریک افزایش خواهد یافت.
در سال ۲۰۰۹، وب سایت فانگوریا با مضمون موسیقی تاریک از آلبوم تک ناین در سال ۲۰۰۱ "Anghellic" به عنوان آلبومی شاخص و تأثیرگذار برای ژانر، هنرمند و هیپ هاپ به‌طور کلی نام برد.
این ژانر به‌طور کلی در بین مخاطبان اصلی محبوب نیست. هرچند در برخی از شهرها مانند دیترویت سبک غالب هیپ هاپ است و مجریانی چون ایشام، مجنون دلقک پوسه، امینم، و تویزیدد، و همچنین هنرمندانی مانند نکرو، از بروکلین، از نظر تجاری در سطح کشور فروش خوبی داشته‌اند. هرورکور در فرهنگ اینترنت رونق یافته‌است و یک نمایشگاه فوق‌العاده سالانه در دیترویت به نام Wickedstock برگزار می‌کند. از سال ۲۰۰۳ هر هالووین، هنرمندان هرورکور در سراسر جهان به صورت آنلاین گرد هم می‌آیند و مجموعه تلفیقی رایگان با عنوان Devilz Nite را منتشر می‌کنند. طبق مستند آندر گراند یو. اس ژانویه ۲۰۰۴ بی‌بی‌سی، زیرشاخه "طرفداران زیادی در سراسر ایالات متحده دارد" و "به اروپا گسترش می‌یابد". رولینگ استون در سال ۲۰۰۷ از آن به عنوان یک روند کوتاه مدت یاد کرد که شوک بیشتری نسبت به شوک ایجاد می‌کند.

## هرورکور در زمان حال
در دهه ۲۰۱۰، با ظهور دوران سوندکلود، چندین هنرمند جوان و آینده دار در بستر اینترنت شروع به کشیدن اقدامات هرورکور دهه ۹۰ به عنوان منبع الهام، نه فقط از نظر غنایی بلکه از نظر زیبایی شناختی کردند. اگرچه تایلر، خالق و مجموعه شل و ول او، فرد عجیب و غریب، در بسیاری از مصاحبه‌ها و آهنگ‌ها برچسب را تکذیب کردند، اما انتشار اولیه از اردوگاه آنها (مانند "حرامزاده" و "گوبلین" تایلر، و "ارل" اولین اثر ارل سویشرت)، قالب ژانر متناسب بود. از کارهای دیگری که در آن زمان با استقبال بیشتری روبرو می‌شدند می‌توان به رایدر کلان از گرو اسپیس اشاره کرد که در آن هنرمند انفرادی مانند دنزل کاری و ژاویر وولف حضور داشت. زامبی‌های Flatbush بروکلین صحنه را با دو میکس مپ رسمی رسمی خود به لرزه درآورد، بنابراین به‌طور مستقل و پیرو فرقه‌های قابل توجهی یک حرفه موفقیت‌آمیز را آغاز کرد، در حالی که همشهری‌های بومی شهر نیویورک و مسیحیان فلوریدا باعث ایجاد تله فلز شدند، تأثیرات غنایی ریشه در نوآوران ترسناک سه 6 Mafia, and Bone Thugs-N-Harmony. در سال ۲۰۱۵، Seed of 6ix، متشکل از DJ Paul از برادرزاده Locodunit از سه ۶ مافیا، و Lil Infamous پسر مرحوم Lord Infamous، اولین میکس تیپ خود را منتشر کردند که مورد تحسین بسیاری در زیرزمین قرار گرفت. ایکس‌ایکس‌ایکس تنتاسیون، گرچه از نظر قاطع هنرمند هرورکور نبود، اما از همان ابتدای کار خود با آهنگ‌های تیره و بد روح، بر روی آهنگ‌هایی مانند "من در میامی با شیطان صحبت کردم، او گفت همه چیز خوب است" و "ILOVEITWHENTHEYRUN" معروف بود. در سال ۲۰۱۹، برش آزمایشی سه‌گانه. منتشر شد در آنجا اعتیادی به خون وجود دارد، که به عنوان "تغییر شکل ترسناک" توصیف شده‌است.

## جنجال‌ها
در سپتامبر ۱۹۹۶، جوزف ادوارد "بابا" گالگوس، جوان ۱۸ ساله‌ای از بایفیلد کلرادو، پس از مصرف متامفتامین و گوش دادن مکرر به آهنگ "Locc 2 da Brain" از رپر سبک ترسناک Brotha Lynch Hung، دست به قتل هم‌اتاقی‌هایش زد. Brotha Lynch Hung که به عنوان یکی از پیشگامان سبک رپ ترسناک شناخته می‌شود، زیرشاخه‌ای با عنوان "Ripgut" ایجاد کرده است که با اشعار خشن و گرافیکی درباره خشونت، شکنجه و آدم‌خواری شناخته می‌شود. پس از تلاش نافرجام برای کشتن دوست‌دختر سابقش و گروگان‌گیری دو دانش‌آموز دیگر، گالگوس به ضرب گلوله پلیس کشته شد. گفته می‌شود که او یکی از طرفداران پر و پا قرص Brotha Lynch Hung بوده و کشیش او مطرح کرد که موسیقی این هنرمند ممکن است در انگیزه او نقش داشته باشد، هرچند مدرکی برای این ادعا ارائه نشد. این نوع ادعاها در خصوص تأثیر موسیقی خشونت‌آمیز بر رفتار افراد پیش‌تر نیز مطرح شده‌اند، اگرچه بین کارشناسان درباره میزان این تأثیر اختلاف نظر وجود دارد.
در سال ۱۹۹۹، گروه رپ ترسناک Insane Clown Posse (ICP) نیز به دلیل احتمال تأثیرگذاری بر اریک هریس و دیلان کلبولد، عاملان تیراندازی دبیرستان کلمباین، مورد توجه قرار گرفت. ICP در واکنش اعلام کرد که اگر آن دو جزو طرفداران واقعی‌شان بودند، کل مدرسه را تحت کنترل در می‌آوردند. با این حال، بروکس براون، دوست نزدیک دیلن کلبولد و از آشنایان هر دو تیرانداز، طرفدار ICP بوده و کلبولد را با موسیقی آن‌ها آشنا کرده بود.
برخی نیروهای پلیس آمریکا مدعی‌اند که باندهای Juggalo، طرفداران ICP، با جنایات خشونت‌آمیز مرتبط هستند. میشل ویسی، کارآگاه اداره امنیت عمومی آریزونا، نسبت به تمایل بالای برخی اعضای این گروه به خشونت ابراز نگرانی کرده و گفته است که این افراد سلاح‌هایی مانند تبر و قمه را ترجیح می‌دهند و در مواردی رفتارهای بسیار خشونت‌باری از آن‌ها مشاهده شده است. در راهنمایی که اداره پلیس دنور در سال ۲۰۱۷ منتشر کرد، حتی به جوگالوهایی که وابسته به باند مشخصی نیستند نیز نسبت داده شده که ممکن است مرتکب قتل، تیراندازی، آدم‌ربایی، تجاوز، مرده‌خواری، آدم‌خواری، حمله یا آتش‌سوزی شوند، اگرچه تهیه‌کنندگان این گزارش اذعان کرده‌اند که برای این ادعاها داده‌های قابل‌اتکایی در دست ندارند. در موارد نادری نیز ارتباطاتی میان طرفداران ICP و اقدامات تروریستی دیده شده است؛ مانند سال ۲۰۱۲ که گروهی از جوگالوها با نام «شبه‌نظامیان مار سیاه» تلاش کردند به زرادخانه‌ای متعلق به گارد ملی حمله کنند.